# Девіація частоти

Девіація частоти

Девіа́ція частоти́ — найбільше відхилення частоти модульованого радіосигналу за частотної модуляції від значення його частоти носія. Ця величина дорівнює половині смуги хитання, тобто різниці максимальної та мінімальної миттєвих частот. При великих індексах модуляції смуга хитання і ширина спектра ЧМ-сигналу приблизно рівні. Одиницею девіації частоти є Герц (позначається Гц, Hz), а також кратні йому одиниці.

## Інші величини, що характеризують ЧМ-сигнал
Індекс частотної модуляції — відношення девіації частоти до частоти модулюючого сигналу.

## Метрологічні аспекти

### Вимірювання
Для вимірювання девіації частоти використовуються девіометри. Існує також непрямий метод вимірювання — за допомогою функцій Бесселя, що забезпечує високу точність.
Еталонними мірою девіації частоти є спеціальні перевірочні установки — калібратори вимірників девіації частоти.

### Еталони
Державний первинний еталон одиниці девіації частоти частотно-модульованих коливань перебуває в ННЦ «Інститут метрології» [Архівовано 27 лютого 2022 у Wayback Machine.].